# Anna Matison
Anna Matison (russisk: Анна Олеговна Матисон) (født 8. juli 1983 i Irkutsk i Sovjetunionen) er en russisk filminstruktør og manuskriptforfatter.

## Filmografi
- Satisfaktsija (Сатисфакция, 2011)[2][3]
- Posle tebja (После тебя, 2017)